# David Reid (Fußballspieler, Glasgow Rangers)
David Reid (Lebensdaten unbekannt) war ein schottischer Fußballtorhüter.

## Karriere
David Reid spielte in seiner Fußballkarriere zweimal für die Glasgow Rangers. Erstmals im Jahr 1884, und ein zweites Mal von 1889 bis 1891. Sein Debüt gab er am 2. Mai 1884 bei einer 0:2-Niederlage gegen den FC Dumbarton im Glasgow Merchants Charity Cup. Nach einer Pause kehrte er fünf Jahre später zurück zu den Rangers, die ab 1890 in der neu gegründeten Scottish Football League spielten. Als Stammtorhüter in der Saison 1890/91 absolvierte er 16 Ligaspiele. Zweimal vertrat ihn Alick McKenzie. Die Saison schloss das Team als Schottischer Meister ab.

## Erfolge
mit den Glasgow Rangers
- Schottischer Meister (1): 1891